# R3 (België)
De R3 is een ringweg rond de Belgische stad Charleroi. De weg is als autosnelweg uitgevoerd. De noordzijde van de ringweg wordt gevormd door de oost-westverbinding A15/E42; de R3 ligt als een hoefijzer om de stad heen.
Binnen de R3 ligt een kleinere stadsring, de R9. Deze kleine ring is volledig gesloten en heeft over zijn ganse lengte het statuut van autosnelweg. Dezelfde kenmerken gelden voor de grote ring (R3) van Charleroi. Samen vormen ze een kleine rechthoek omsloten door een grote rechthoek; iets wat bij geen enkele andere Belgische stad in die perfecte vormen voorkomt en dit terwijl Charleroi zelfs niet het statuut van provinciehoofdplaats heeft. Ze zijn ook onderling verbonden door 2 autosnelwegen, telkens in de noord-zuid-richting:
- ten noorden van de stad door de A54 (richting Nijvel)
- ten zuiden van de stad door de A503 (die 650m voorbij de grote ring ophoudt).
Toch kan men die trajecten van A54 en A503 niet als pure geografische tegenhangers van elkaar beschouwen. Dat heeft te maken met de Europese weg E420, die als officieel traject Nijvel - Charleroi - Reims (Frankrijk) heeft. Deze Europese weg loopt van Nijvel tot en met de kleine ring (R9) over autosnelwegen (A7/E19 en A54/E420), maar verder tot Couvin (nabij de Franse grens) over een gewone gewestweg, de N5 die ook Charleroi volledig doorsnijdt. Het merkwaardige gevolg daarvan is dat men ten zuiden van Charleroi van de kleine naar de grote ring kan rijden over een Europese weg maar aan max. 50 km/u en met verkeerslichten; ofwel over een niet-Europese autosnelweg.

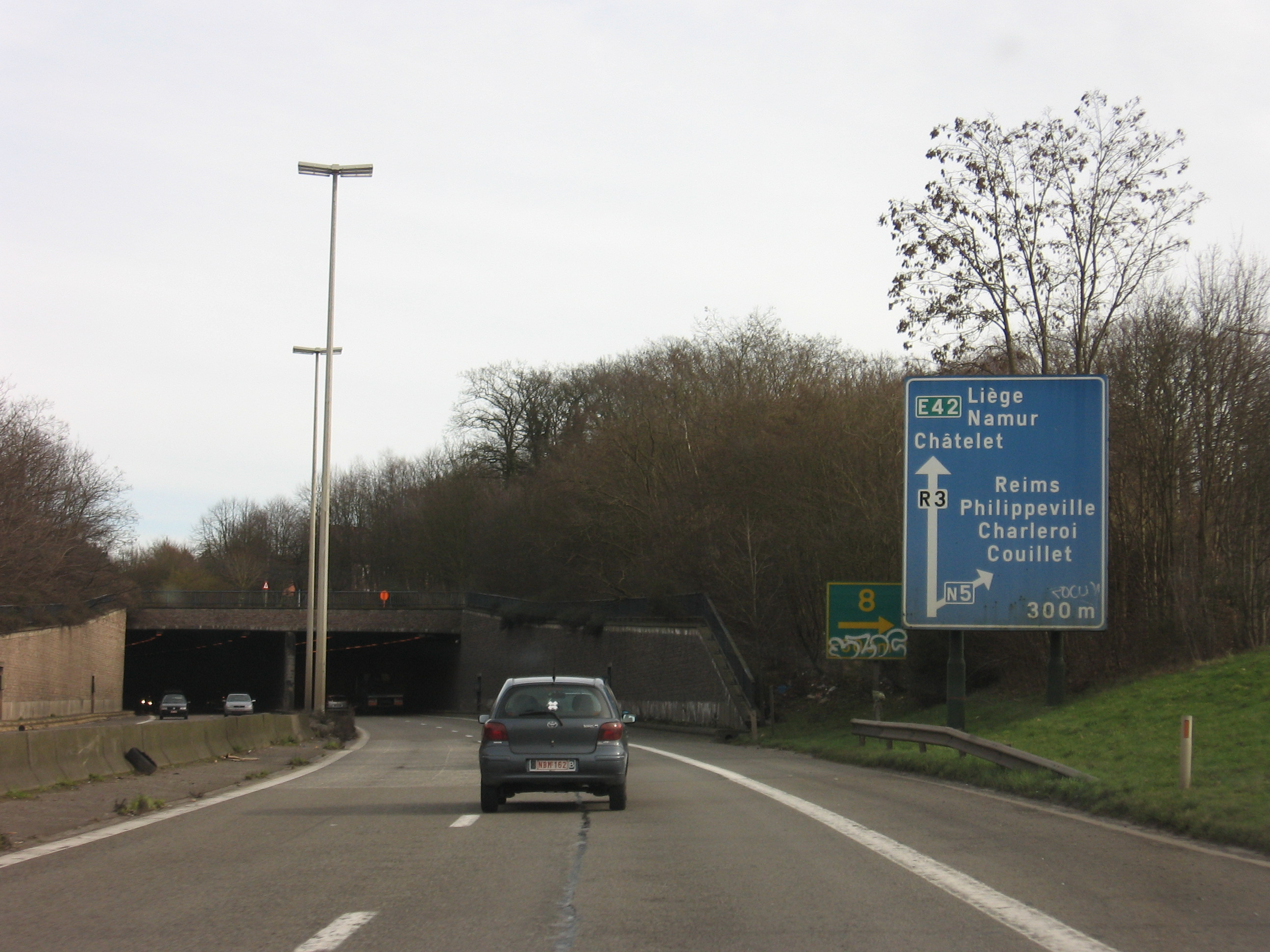
R3 in het zuiden nabij afslag Couillet (N5/E420)

R-wegen:
R0 · R1 · R2 · R3 · R4 (R4a · R4z) · R5 (R5a) · R6 · R7 · R8 · R9 · R10 · R11 (R11a) · R12 · R13 · R14 · R15 · R16 · R18 · R20 (R20a · R20b) · R21 (R21a · R21b · R21c · R21d) · R22 (R22a · R22z) · R23 (R23z) · R24 · R25 · R26 · R27 (R27a) · R30 (R30a · R30b) · R31 · R32 · R33 · R34 · R35 · R36 (R36z) · R40 (R40a) · R41 · R42 · R43 · R50 · R51 · R52 · R53 · R54 · R55 · R61 (R61a) · R62 · R70 · R71 · R72 · R73
N-wegen die (gedeeltelijk) een ringweg omvatten:
N1 · N3 · N4 · N6 · N7 · N8 · N9 · N13 · N17 · N27 · N27a · N28 · N29 · N31 · N32 · N34 · N35 · N36 · N37 · N38 · N39 · N41 · N44 · N46 · N47 · N49 · N50 · N55 · N60 · N60d · N70 · N71 · N72 · N73 · N75 · N76 · N78 · N80 · N81 · N82 · N90 · N92 · N113 · N153 · N203 · N203a · N390 · N405 · N416 · N441 · N473 · N498 · N556 · N700 · N712 · N712b · N717 · N722 · N725 · N748 · N750 · N769 · N967